# フェッセンアイム原子力発電所
フェッセンアイム原子力発電所（フェッセンアイムげんしりょくはつでんしょ、フランス語：Centrale nucléaire de Fessenheim）は、フランス共和国オー＝ラン県フェッセンアイムに所在する原子力発電所。施設はアルザス大運河（fr:Grand canal d'Alsace）の西岸にあり、ミュルーズから北東へ25km、コルマールから南東へ20kmに位置している。立地としては東対岸25kmにドイツのフライブルク・イム・ブライスガウ、南へ40kmにスイスのバーゼルがある。更にドイツ領側にはかつて駐独フランス空軍基地であったブレムガルテン飛行場（de:Flugplatz Bremgarten）がある。

## 概要
1967年11月7日、ピエール・カバニウス（Pierre Cabanius）とジュール・オロウィッツ（fr:Jules Horowitz）の調査結果により加圧水型原子炉に経済的優位性があると結論づけられたにもかかわらず、シャルル・ド・ゴール大統領下にあった各省庁の助言によりフェッセンアイムに2基の天然ウラン黒鉛炉の建設を決定する。
1969年11月13日、状況は一転しジョルジュ・ポンピドゥー大統領下の省庁間委員会の規制審判では明確に加圧水型原子炉を指向し、そして1970年にフランス電力公社（当時）はフェッセンアイムに建設される原子炉についてウェスティングハウス・エレクトリック社からライセンスを取得し建設が許可される。1970年建設が開始される。建設費は10億ユーロ強かかっている。建設は3つの企業主体で進められた。比率はフランス電力公社が67.5％、スイス企業はノルトオスツシュヴァイツァーシェ・クラフトヴェルケ社（de:Axpo AG）が15％、エナジー・ウェスト・スイス社（de:EOS Holding）が17.5％、ベルニッシェ・クラフトヴェルケ社（de:BKW FMB Energie）が15％のコンソーシアムで構成された。
発電所は1977年に商業運転を開始する。減価償却は20年で計算された。
2004年1月24日、弁から誤って放射性物質が排出され下請け業者7人が被曝し国際原子力事象評価尺度レベル1に分類される事故が起きる。これ以外にも2005年9月29日には1号炉で電源障害により燃料を撤去する際、配電盤が容器内のホウ素濃度測定の結果異常を検出し、使用済燃料プールの冷却ポンプが停止する。これは蓄電池放電が原因であった。この事故は国際原子力事象評価尺度レベル1に分類される。2009年12月27日にはプラントの主要冷却給水システムの取水系統に障害が発生し、国際原子力事象評価尺度レベル1に分類されている。
フェッセンアイム原子力発電所はその立地条件と老朽化から地震に対する危険性があるとされる。フェッセンアイム原子力発電所は国境に近接しているドイツとスイスとの間で係争状態にあり、発電所の解体を要求していた。
オー＝ラン県の大部分は第3種の地震活動帯に分類され、特に県南部域は第4種の最も危険な地域に分類されている。近年におけるこの近辺での地震は1980年7月に発生した南部の第3種地域に該当するシーレンツ（fr:Sierentz）を震源とするマグニチュード4.7の地震が起きている。2011年3月11日に地元の情報・監視委員会は2つの独立した専門家に意見を求め、一つ目にはマグニチュード7.2の地震発生時にプラントの安全性について、二つ目はスイスの専門家によって新耐震基準が、他には洪水時の「冷却システムの冗長性」も含めて解答を得ている。原子力エネルギー科学情報グループ（fr:Groupement des scientifiques pour l'information sur l'énergie nucléaire）は両報告の内のいずれかを委託されている。
2011年3月11日に地元の情報・監視委員会は洪水時における「冷却システムの冗長性」についての緊急報告を委託する。別の報告では「地域のために老朽化したプラントの配管系統の安全性について確実な保証」を得るために見直しをはかり、2011年6月頃に結果報告が予定された。また、過去には1356年にスイスのバーゼルを震源とする推定マグニチュード6.2の地震が発生していることも合わせて報道されている。2011年7月4日付の意見書で原子力安全局は福島第一原子力発電所事故の結果を受けて、第三者検討会を通して安全性の見直しを進めた上で、危険性はないと判断し発電所閉鎖の妥当性は無いとして、10年間の運転継続を認めた。
2012年フランス大統領選挙でのフランソワ・オランド候補の勝利により、フェッセンアイム原子力発電所は2017年までに閉鎖されることが期待されている。
2014年4月9日、1号機の安全装置で冷却水が漏れ、一時的に原子炉をコントロールできなくなる事故が発生。後に、原子炉冷却システムへのホウ素の投入が行われる規模の事故であったことが判明すると、隣国のドイツ政府から原子力発電所の閉鎖要求が出された。
2020年2月22日、1号機の廃炉作業が開始。2号機も同年6月30日から廃炉が始まるスケジュールが示されている。

### 原子炉の特性
各原子炉の特性は以下のとおり。
| 原子炉名     | 格納容器形式 （原子炉形式） | 容量（MW）        | 容量（MW）      | 容量（MW）      | 運用者       | 建造者     | 建設開始     | 送電網接続運転開始 | 営業運転開始 | 原子炉の運転終了 |
| 原子炉名     | 格納容器形式 （原子炉形式） | 炉心熱出力（MWt） | 定格出力（MWe） | 平均出力（MWe） | 運用者       | 建造者     | 建設開始     | 送電網接続運転開始 | 営業運転開始 | 原子炉の運転終了 |
| ------------ | --------------------------- | ----------------- | --------------- | --------------- | ------------ | ---------- | ------------ | ------------------ | ------------ | ---------------- |
| Fessenheim-1 | CP0 (PWR)                   | 2660              | 920             | 880             | フランス電力 | フラマトム | 1970年9月1日 | 1977年4月6日       | 1978年1月1日 |                  |
| Fessenheim-2 | CP0 (PWR)                   | 2660              | 920             | 880             | フランス電力 | フラマトム | 1972年2月1日 | 1977年10月7日      | 1978年4月1日 |                  |